# Krimitag
Der Krimitag ist eine seit 2011 jährlich ausgetragene Veranstaltungsreihe des Syndikats, dem Verband der deutschsprachigen Krimiautoren. Er wurde erstmals am 8. Dezember 2011 als ausgerufen.
Man legte den 8. Dezember als Datum fest, da am 8. Dezember 1938 Friedrich Glauser, einer der ersten deutschsprachigen Krimiautoren, starb. Am Krimitag soll des Genres Kriminalromans als ernsthaften Teils der Literatur gedacht werden. Jährlich ruft das Syndikat seine Mitglieder aus diesem Anlass dazu auf, Benefizlesungen zu Gunsten von wohltätigen Vereinen und Organisationen zu gestalten.